# Rudolf Jung (político)
Rudolf Jung (16 de abril de 1882 - 11 de diciembre de 1945) fue un teórico nazi y jefe del movimiento nazi bohemio alemán de 1926 a 1933, antes de emigrar a Alemania. Se afilió al Partido Nazi, fue nombrado Gauleiter Honorario y llegó a ser SS-Gruppenführer. Tras el final de la Segunda Guerra Mundial, fue detenido y encarcelado por el gobierno checoslovaco, pero se suicidó antes de que pudiera ser juzgado.

## Biografía

### Primeros años y educación
Jung nació en Plasy, Bohemia, cuando formaba parte de Austria-Hungría), hijo de un funcionario de ferrocarriles, y asistió a la Volksschule y Oberrealschule de lengua alemana entre 1888 y 1900 en Iglau (actual Jihlava). Estudió ingeniería mecánica en la Universidad Técnica de Viena y se licenció en ingeniería en 1905. Durante sus estudios, se afilió a la asociación estudiantil Burschenschaft Markomannia, de la que fue presidente en 1903-1904. En julio de 1905 aprueba el examen estatal de ingeniería. A partir de octubre de ese año, realizó el servicio militar como voluntario durante un año en la Armada Austrohúngara con el rango de Seekadett, y fue destinado al crucero protegido SMS Kaiserin Elisabeth. De vuelta a la vida civil, Jung entró al servicio del gobierno en octubre de 1906 en los Ferrocarriles Reales Imperiales Austriacos como ingeniero mecánico, convirtiéndose más tarde en inspector y jefe de taller en Viena y Reichenberg (hoy Liberec). En 1907 se afilió a la Liga de Trabajadores Ferroviarios Alemanes del Reich völkisch y fue miembro de la dirección desde el 15 de junio de 1908.

### Actividades políticas en Austria-Hungría y Checoslovaquia
El 1 de julio de 1909, Jung se unió al pangermánico Partido Obrero Alemán (DAP) y se transformó en un ardiente agitador del partido. En 1910, fue despedido de su empleo en el ferrocarril debido a su activismo político, sin embargo, el partido lo incorporó a su nómina y se dedicó al trabajo teórico.En colaboración con el Dr. Walter Riehl, Jung elaboró un nuevo programa para el partido en Iglau en 1913, "el cual incluía una comparación más detallada entre el marxismo internacional y el nacionalsocialismo para resaltar sus diferencias ideológicas, además de una crítica más aguda al capitalismo, la democracia, las poblaciones foráneas y los judíos. En este documento, el antisemitismo quedaba en segundo plano respecto al antieslavismo, el anticlericalismo y el anticapitalismo". El programa de Iglau serviría como base a partir de la cual evolucionarían las posteriores teorías políticas de Jung y las del futuro movimiento nazi en Alemania. Durante este periodo Jung acuñó el eslogan «Gemeinnutz geht vor Eigennutz» (el bien común está por encima del interés propio). Este lema se convertiría en un principio fundamental de la ideología nazi. Durante la Primera Guerra Mundial, abogó por que los alemanes se apoderaran del Lebensraum en el este.
En junio de 1913, Jung fue elegido como delegado del DAP en el Landtag de Moravia, convirtiéndose en su miembro más joven, y también ocupó el cargo de concejal en Iglau. En 1915, las autoridades locales le impusieron una prohibición de hablar en público debido a sus discursos que incitaban el descontento entre la clase obrera por la escasez de alimentos. Durante una reunión en Viena en mayo de 1918, el DAP se renombró como Deutsche Nationalsozialistische Arbeiterpartei (DNSAP) y Jung se registró como el miembro número 85. Fue el principal redactor de los artículos publicados en la revista del partido «Deutsche Nationalsozialistische Arbeiterpartei» y también el autor principal del nuevo programa del DNSAP, que promovía la unión de Austria con el Reich alemán. Este programa precedió en casi dos años al Programa de 25 puntos del Partido Nazi alemán. No obstante, el DNSAP se fragmentó en dos facciones tras la formación de Checoslovaquia, obligando a sus ramas bohemia y austriaca a reestructurarse como partidos autónomos. El 16 de noviembre de 1919, Jung dejó la rama austriaca para unirse al DNSAP de Checoslovaquia. Allí, asumió el cargo de segundo presidente bajo la presidencia de Hans Knirsch, además de ser vicepresidente de la región de Moravia-Silesia. Editó el periódico del partido en alemán, Neuen Zeit, en Troppau (actual Opava), y fue coeditor de la revista mensual Volk und Gemeinder.
En 1919, Jung completó su trabajo teórico titulado Der Nationale Sozialismus: Seine Grundlagen, Sein Werdegang, und Seine Ziele (El nacionalsocialismo: sus fundamentos, su desarrollo y sus objetivos). En la introducción, manifestó su deseo de que este libro tuviera para el nacionalsocialismo una relevancia comparable a la que El Capital había tenido para el socialismo marxista internacional.
Desde el 18 de abril de 1920 hasta el 11 de noviembre de 1933, Jung ocupó un escaño en la Cámara de Diputados de Checoslovaquia, liderando el grupo parlamentario del DNSAP. Se le atribuye haber influido en el Partido Obrero Alemán, el equivalente alemán del DNSAP, para que añadiera el término «nacionalsocialista» a su nombre el 24 de febrero de 1920, con el objetivo de subrayar su oposición al capitalismo y alinearse con los partidos austriaco y checoslovaco. En esa época, Adolf Hitler, un orador emergente de 30 años en el DAP alemán, proponía renombrarlo como «Partido Socialrevolucionario».  Jung se encontró con Hitler el 7 de agosto de 1920 en Salzburgo, durante una conferencia de nacionalsocialistas de diferentes naciones centroeuropeas, con el propósito de fortalecer lazos entre ellos, aunque Hitler evitó comprometerse demasiado con estos grupos.A lo largo de la década de 1920, Jung mantuvo una colaboración habitual con los nazis alemanes. Compartió escenario con Hitler para discutir sobre «El nacionalsocialismo y el futuro de Alemania» en la Sofiensaal de Viena el 17 de junio de 1922. Jung dedicó la tercera edición de su libro a Hitler en 1923 y, tras el encarcelamiento de Hitler por el fallido Putsch de Múnich de noviembre de ese año, visitó a Hitler con frecuencia en la prisión de Landsberg. En uno de esos encuentros, Jung describió a Hitler en un artículo como un mártir del movimiento y lo comparó con Jesús.En marzo de 1926, Jung asistió a un mitin del Partido Nazi en Essen junto con Joseph Goebbels, quien en ese momento era líder del Partido en el Ruhr. Junto con su compañero líder del DNSAP y parlamentario Hans Krebs, Jung también asistió al mitin del Partido Nazi de Núremberg del 19 al 21 de agosto de 1927. 
El 17 de mayo de 1926, Jung fue nombrado Primer Presidente del DNSAP, un puesto que mantendría hasta la prohibición del partido por parte de las autoridades checas en octubre de 1933. Además, el 1 de mayo de 1931, asumió el liderazgo de la Volkssport Verband, la organización paramilitar del DNSAP, que se presentaba como una asociación de deportes y excursionismo pero que se modelaba según las Sturmabteilung (SA) del Partido Nazi alemán. Sus miembros portaban uniformes marrones similares a los de las SA y organizaban grandes concentraciones y desfiles a favor de la unificación con Alemania. Realizaban maniobras conjuntas con las SA, y en una de estas, en enero de 1931, tropas de las SA traspasaron la frontera hacia territorio checo. El gobierno checoslovaco primero prohibió el uso de los uniformes marrones y, el 1 de marzo de 1932, ilegalizó completamente la organización. Varios miembros del Volkssport Verband fueron llevados a juicio por alta traición en Brno entre el 8 de agosto y el 24 de septiembre de 1932. Aunque Jung estuvo implicado, su inmunidad parlamentaria lo protegió. El DNSAP fue finalmente prohibido el 4 de octubre de 1933; Jung fue arrestado ese mismo día y despojado de su escaño en el parlamento el 11 de noviembre. Después de siete meses en prisión, fue liberado, pero su influencia se vio drásticamente reducida debido a la pérdida de su plataforma de poder y a la vigilancia policial a la que estuvo sometido.

### Carrera en la Alemania nazi
Jung partió de Checoslovaquia hacia Alemania el 14 de septiembre de 1935. Se unió al Partido Nazi, donde le retroactivamente asignaron la fecha de inscripción del 1 de abril de 1925 y le dieron su anterior número de miembro del DNSAP, el 85. Dos meses después, obtuvo la ciudadanía alemana. El 1 de diciembre de ese año, fue nombrado profesor en la Deutsche Hochschule für Politik de Berlín. La Universidad Técnica de Berlín le otorgó un doctorado honoris causa en Ingeniería el 9 de abril de 1936. El 9 de junio de 1938, Hitler le concedió el título de catedrático y Jung ocupó esa posición en la academia hasta 1940, enseñando teoría política y publicando numerosos escritos sobre ideología, así como artículos propagandísticos en contra del pueblo checo y el Estado checo. Jung también se involucró en la política y, el 29 de marzo de 1936 fue elegido diputado del Reichstag por la circunscripción 6, Pomerania, y tras las elecciones del 10 de abril de 1938, representó a la circunscripción 18, Westfalia-Sur. El 15 de junio de 1938, Hitler le nombró Gauleiter honorífico del Partido Nazi y le otorgó la Insignia de Oro del Partido.
Jung ingresó en las SS (número de afiliación 276.690) el 17 de junio de 1936 con el rango de SS-Sturmbannführer y fue adscrito al personal del Reichsführer-SS Heinrich Himmler. También fue nombrado empleado a tiempo parcial del Sicherheitsdienst (SD). Ascendió progresivamente en las filas de las SS hasta convertirse en SS-Obersturmbannführer (9 de noviembre de 1936), SS-Standartenführer (30 de enero de 1937), SS-Oberführer (12 de septiembre de 1937), SS-Brigadeführer (30 de enero de 1941) y, por último, SS-Gruppenführer (16 de abril de 1942).
En 1938, Jung fue designado miembro del Consejo Científico del Instituto Alemán de Asuntos Exteriores en Stuttgart. Después de los acuerdos de Múnich y la anexión de los Sudetes a Alemania en octubre, esperaba ocupar un alto cargo en el nuevo territorio, pero únicamente fue nombrado jefe del departamento de economía y agricultura bajo la administración del Reichskommissar y Gauleiter Konrad Henlein. En julio de 1939, había rumores de que reemplazaría al rector de la Universidad Carolina de Praga, pero el puesto fue para Wilhelm Saure. Del 1 de febrero de 1940 al 1 de septiembre de 1943, Jung fue nombrado por el ministro de Trabajo del Reich Franz Seldte como Presidente de la Oficina Estatal de Trabajo para Alemania central ( Turingia, Sajonia y Anhalt), con sede en Érfurt.En marzo de 1942, se incorporó al equipo técnico de Fritz Sauckel, Plenipotenciario General para la Asignación de Mano de Obra, actuando como su representante autorizado. Aunque Sauckel lo propuso para el cargo de subsecretario en el Ministerio de Trabajo, esto no se concretó. En marzo de 1943, Jung también fue considerado como Primátor (alcalde) de Praga, pero no recibió el nombramiento. El 1 de septiembre de 1943, se le otorgó el título de inspector honorario y jefe de la Inspección del Reich para la Administración Laboral en Berlín, aunque en noviembre pasó a un retiro temporal. A partir del 1 de mayo de 1944, fue contratado como director general de la Cooperativa de Crédito de Praga y también ocupó la presidencia honoraria de la Dotación Reinhard Heydrich en Praga. En diciembre de 1944, fue nombrado Plenipotenciario para el Despliegue Laboral en el Protectorado de Bohemia y Moravia.
En las SS, Jung estuvo asignado al SS-Oberabschnitt Fulda-Werra en Bad Arolsen desde el 1 de abril hasta el 1 de diciembre de 1944, y luego fue trasladado al SS-Oberabschnitt Böhmen-Mähren, con base en Praga. En marzo de 1945, cuando el Ejército Rojo se acercaba desde el este, envió a su familia de regreso a Alemania por seguridad, pero permaneció en su puesto hasta el final de la guerra en Europa.

### Posguerra
El 5 de mayo de 1945, Jung fue detenido en Praga durante el levantamiento de Praga y encarcelado en la prisión de Pankrác. El 11 de diciembre de 1945 se suicidó ahorcándose en su celda antes de ser juzgado por su papel en la ocupación alemana.

## Escritos selectos
Jung escribió numerosos libros que abordaron la teoría nazi y la confrontación entre alemanes y checos. A continuación, una selección de sus obras más destacadas.
- Der nationale Sozialismus, Seine Grundlagen, sein Werdegang und seine Ziele (primera edición, 1919; segunda edición, 1922 ; tercera edición, 1923)
- Der Rassengedanke im nationalen Sozialismus (1923)
- Der nationale Sozialismus im Sudetendeutschtum (1933)
- Die Tschechen: Tausend Jahre deutsch-tschechischer Kampf (1937)
- Böhmen und das Reich (1938)
- Die Schicksalsfrage Mitteleuropas (1938)